# Viola heldreichiana
Viola heldreichiana Boiss. – gatunek roślin z rodziny fiołkowatych (Violaceae). Występuje naturalnie w Grecji (na Krecie i Wyspach Egejskich), na Cyprze i w południowo-zachodniej Turcji. 

## Morfologia
PokrójBylina dorastająca do 3–12 cm wysokości. Łodyga jest naga, wyprostowana lub wznoszącą się. Pędy są mniej lub bardziej nagie.
LiścieUlistnienie naprzemianległe. Blaszka liściowa liści odziomkowych ma łyżeczkowaty kształt, mierzy 1–3 cm długości, jest ząbkowana na brzegu. Przylistki są podobne do liści (tylko z jednym lub dwoma małymi ząbkami u nasady.
KwiatyPojedyncze, wyrastające z kątów pędów. Szypułki mają w górnej połowie parę liści. Mają działki kielicha o lancetowatym kształcie. Płatki mają niebieskofioletową barwę, dolny płatek mierzy 4-6 mm długości. Zalążnia jest górna.
OwoceTorebki.
Gatunki podobneRoślina jest podobna do gatunku V. parvula, od którego różni się liśćmi odziomkowymi o łyżeczkowatym kształcie i długości 1–3 cm. Może być także mylona z fiołkiem Kitaibela (V. kitaibeliana), jednak ma mniej lub bardziej nagie pędy, a przylistki są podobne do liści (tylko z jednym lub dwoma małymi ząbkami u nasady). Ponadto kwiaty fiołka Kitaibela maja żółtawą barwę.

## Biologia i ekologia
Rośnie w zaroślach i na terenach skalistych; na zboczach, w skalnych szczelinach i na piargach. W Grecji występuje na wysokości od 400 do 1200 m n.p.m., natomiast na Cyprze spotykany jest od 1150 do 1300 m n.p.m., a w Turcji do 1500 m n.p.m. Kwitnie od marca do maja. 